# Paul-Loup Sulitzer
Paul-Loup Sulitzer (Boulogne-Billancourt, Francia, 22 de julio de 1946-Mauricio, 6 de febrero de 2025), fue un hombre de negocios y escritor francés, inventor de un género literario: el «western financiero». Sus libros han sido traducidos a más de cuarenta idiomas y más de cuarenta millones de ejemplares han sido vendidos. Los periodistas hablan del «Sistema Sulitzer» para referirse al sistema de producción de sus libros.
Loup Durand fue su negro para muchos de sus libros.

## Biografía
Su padre, Jules Sulitzer, hombre de negocios judío, inmigrante a Francia con origen rumano, falleció cuando Sulitzer tenía diez años. A los 16, entró en una empresa de transporte en Oriente Medio. Según su editor, a los 21 años acabó llegando a ser el más joven gerente general en Francia e hizo fortuna vendiendo artilugios (sobre todo el Pif, así como llaveros que habrían sido muy bien recibidos en los años 1960 y 1970) aparentemente británicos pero fabricados en Extremo Oriente.  En 1968, creó un consorcio financiero y después se estableció como consultor.
En 1980, publica su primer libro, el comienzo de su carrera de escritor. 
En 1987, Pierre Assouline, director de Lire, según relato de Bernard Pívot en Apostrophes, revela el « sistema Sulitzer-Durand » (consistente en que Sulitzer trabaja con un equipo), con la ayuda de Robert Laffont. Sulitzer responde revelando en la prensa los nombres de sus colaboradores, quienes alegan ser «compositores de libros» y no «autores». El mismo año, Paul-Loup Sulitzer fue uno de los cabezas de cartel de un congreso internacional dirigido por Jean-Pierre Thiollet y organizado en Ginebra por Amiic, una organización con sede en Ginebra cuyo objetivo era reunir a arquitectos, inversores y promotores inmobiliarios (disuelto en 1997).
En 1990, Paul-Loup Sulitzer aparece en la película Money, de Steven Hilliard Stern adaptación de su novela del mismo título.
En 1995 acontece la muerte de Loup Durand quien nunca admitió claramente haber colaborado a la escritura de ciertas novelas de Sulitzer.  Su muerte no impide que el "sistema" perdure, con tiradas, empero, menos elevadas.
En 1997, interpreta su propio rol en la película Mauvais genre, de Laurent Bénégui.
En 2000, es arrestado, junto con el hijo del antiguo presidente socialista Miterrand, por la ilegal venta de armas a Angola.

## Carrera como novelista
En 1980, Sulitzer propone a la editorial Denoël que se le asocie a un escritor para producir un «western financiero», una novela de aventuras de ficción del mundo de las finanzas. Loup Durand, periodista y escritor, acepta servir de negro del financista, quien se inyecta en la publicidad del libro. Beneficiándose así de las técnicas de mercadeo más sofisticadas de la época, Money encuentra un gran público. Esta primera novela contiene algunos elementos autobiográficos pero la trama de la novela es similar a aquella del Conde de Monte-Cristo. Seguirán Cash! (1981) y Fortuna (1982), continuaciones de los éxitos y reveses financieros de Franz Cimballi, un justiciero empresario.
En noviembre de 2009, vuelve al thriller financiero publicando El estafador del siglo, que tiene como tela de fondo la crisis financiera mundial y el asunto Madoff.

## Fallecimiento
Sulitzer falleció en un hospital en Mauricio el 6 de febrero de 2025 a los 78 años como consecuencia de un accidente cerebrovascular.

### Artículos
- Robert Belleret, «Las recetas del sistema Sulitzer», Le Monde, 5 de julio de 2001, p. 12 [leer on-line]
- Gérard Davet, «Paul-Lobo Sulitzer, el rey desnudo», Le Monde, 15 de noviembre de 2008 [leer on-line]
- Marie-Laetitia Bonavita, «Paul-Lobo Sulitzer, el inventor de la finanza-ficción», El Figaro, 19 de agosto 2011, [leer on-line]